# Pectiniunguis imperfossus
Pectiniunguis imperfossus är en mångfotingart som först beskrevs av Henri W. Brölemann 1902.  Pectiniunguis imperfossus ingår i släktet Pectiniunguis och familjen småjordkrypare. Inga underarter finns listade i Catalogue of Life.